# Nurlu
Nurlu és un municipi francès situat al departament del Somme i a la regió dels Alts de França. L'any 2007 tenia 373 habitants.

## Demografia

### Població

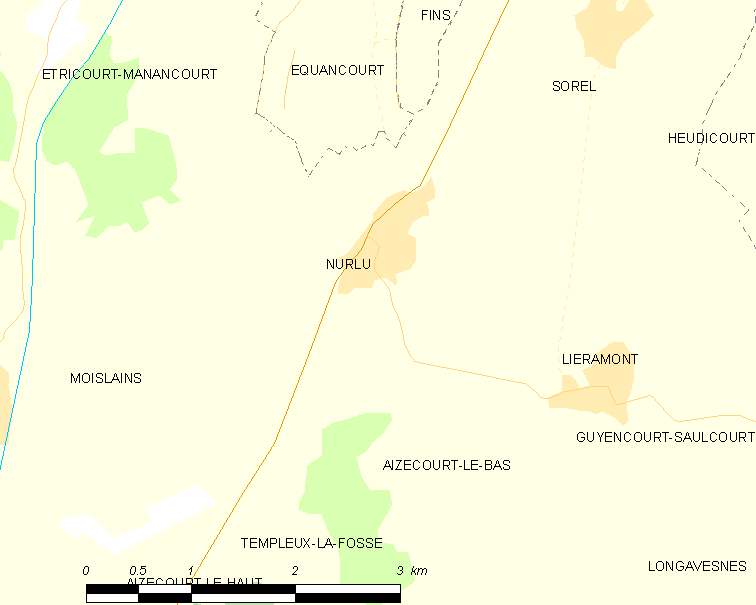

El 2007 la població de fet de Nurlu era de 373 persones. Hi havia 152 famílies de les quals 36 eren unipersonals (20 homes vivint sols i 16 dones vivint soles), 68 parelles sense fills, 36 parelles amb fills i 12 famílies monoparentals amb fills.
La població ha evolucionat segons el següent gràfic:
Habitants censats

### Habitatges

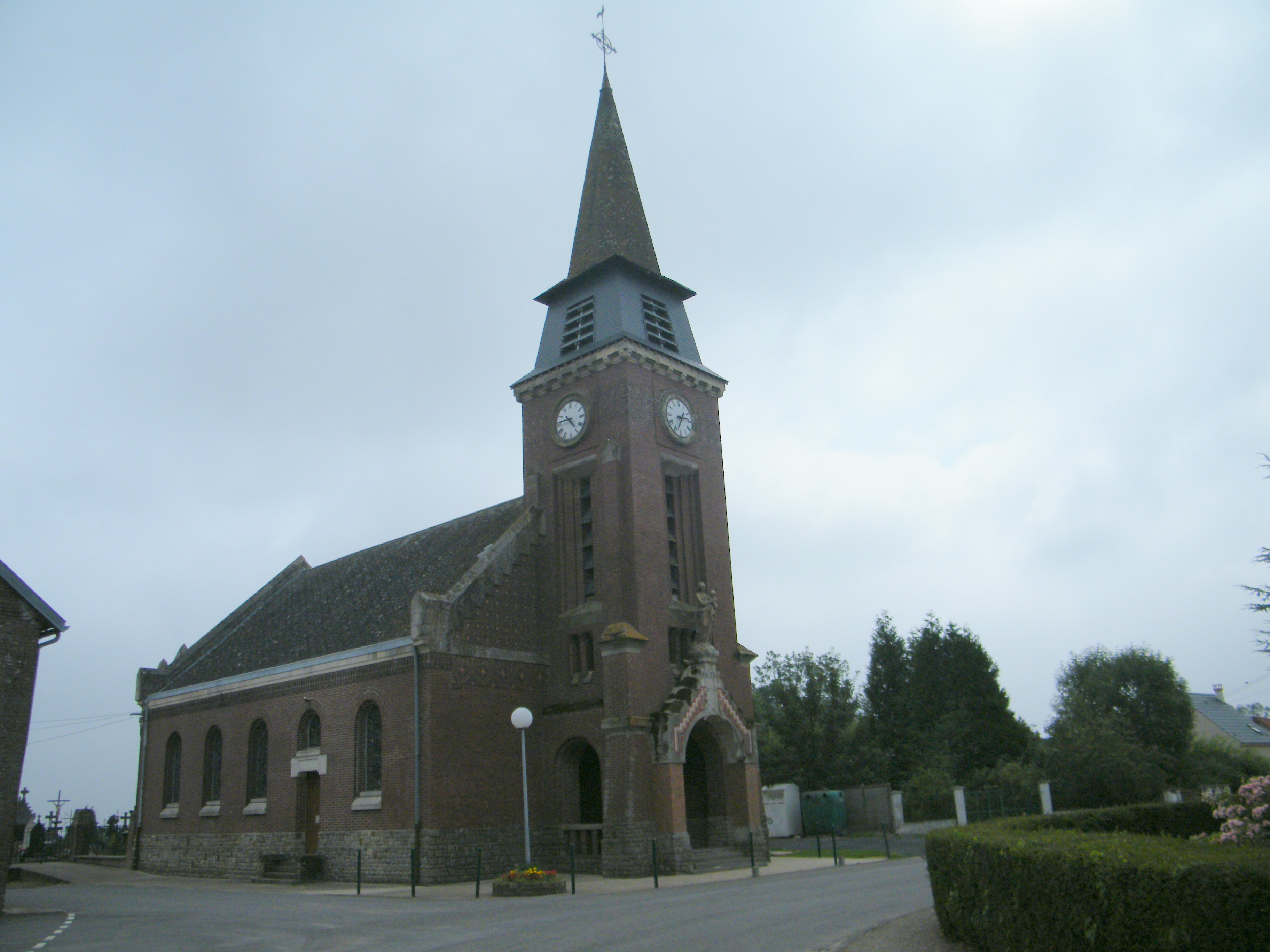

El 2007 hi havia 170 habitatges, 150 eren l'habitatge principal de la família, 12 eren segones residències i 8 estaven desocupats. Tots els 170 habitatges eren cases. Dels 150 habitatges principals, 126 estaven ocupats pels seus propietaris, 21 estaven llogats i ocupats pels llogaters i 3 estaven cedits a títol gratuït; 5 tenien dues cambres, 18 en tenien tres, 33 en tenien quatre i 94 en tenien cinc o més. 114 habitatges disposaven pel capbaix d'una plaça de pàrquing. A 67 habitatges hi havia un automòbil i a 69 n'hi havia dos o més.

### Piràmide de població

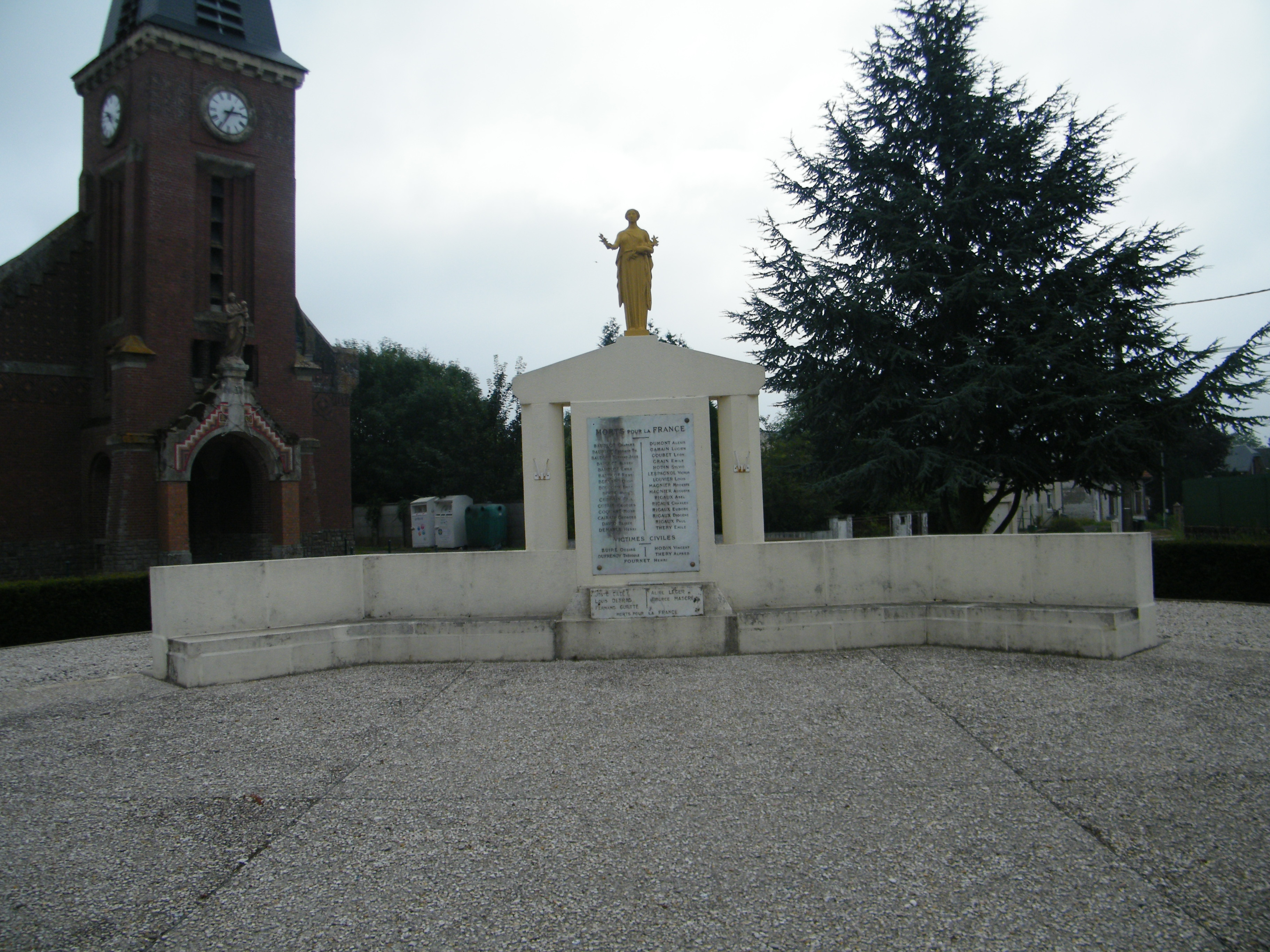

La piràmide de població per edats i sexe el 2009 era:
| Homes | Edats   | Dones |
| ----- | ------- | ----- |
| 0     | 95 o +  | 4     |
| 0     | 90 a 94 | 4     |
| 4     | 85 a 89 | 0     |
| 0     | 80 a 84 | 4     |
| 8     | 75 a 79 | 8     |
| 12    | 70 a 74 | 20    |
| 0     | 65 a 69 | 8     |
| 16    | 60 a 64 | 20    |
| 4     | 55 a 59 | 8     |
| 16    | 50 a 54 | 4     |
| 28    | 45 a 49 | 24    |
| 8     | 40 a 44 | 16    |
| 12    | 35 a 39 | 28    |
| 8     | 30 a 34 | 8     |
| 8     | 25 a 29 | 8     |
| 16    | 20 a 24 | 12    |
| 8     | 15 a 19 | 16    |
| 28    | 10 a 14 | 16    |
| 20    | 5 a 9   | 4     |
| 4     | 0 a 4   | 4     |

## Economia

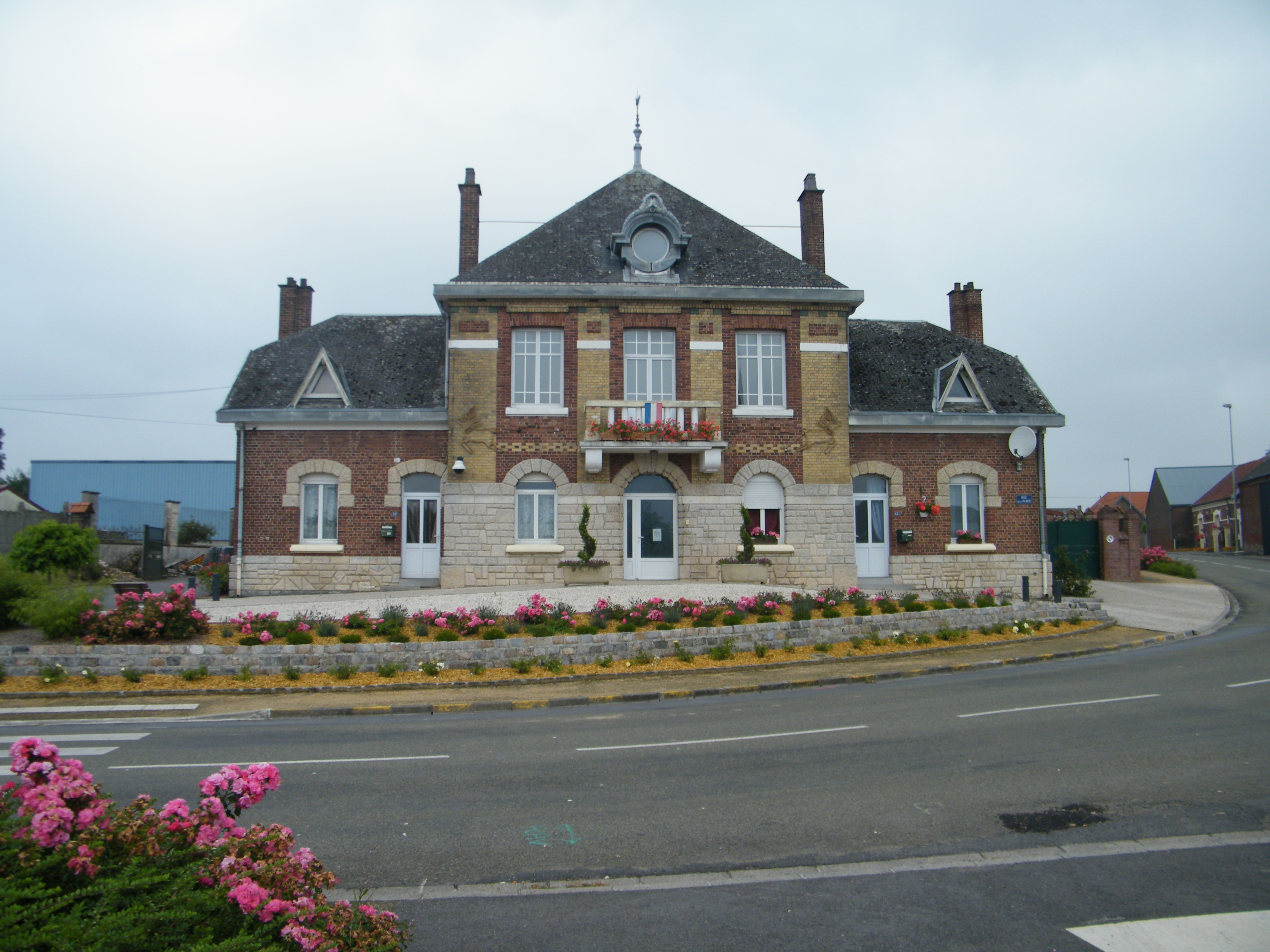

El 2007 la població en edat de treballar era de 238 persones, 166 eren actives i 72 eren inactives. De les 166 persones actives 144 estaven ocupades (77 homes i 67 dones) i 22 estaven aturades (9 homes i 13 dones). De les 72 persones inactives 23 estaven jubilades, 26 estaven estudiant i 23 estaven classificades com a «altres inactius».

### Ingressos
El 2009 a Nurlu hi havia 157 unitats fiscals que integraven 391 persones, la mediana anual d'ingressos fiscals per persona era de 16.264 €.

### Activitats econòmiques
Dels 10 establiments que hi havia el 2007, 2 eren d'empreses extractives, 2 d'empreses de construcció, 2 d'empreses de comerç i reparació d'automòbils, 2 d'empreses d'hostatgeria i restauració i 2 d'entitats de l'administració pública.
Dels 4 establiments de servei als particulars que hi havia el 2009, 1 era un guixaire pintor, 1 lampisteria i 2 restaurants.
L'any 2000 a Nurlu hi havia 12 explotacions agrícoles que ocupaven un total de 621 hectàrees.

## Poblacions més properes
El següent diagrama mostra les poblacions més properes.